# Babycurus brignolii
Espèce
Babycurus brignolii est une espèce de scorpions de la famille des Buthidae.

## Distribution
Cette espèce est endémique de la préfecture de Bamingui-Bangoran en Centrafrique. Elle se rencontre dans le parc national de Bamingui-Bangoran.

## Description
Le mâle holotype mesure 28,6 mm.

## Systématique et taxinomie
Pour Kovařík, Lowe et Šťáhlavský en 2018, l'holotype est une femelle juvénile et l'espèce douteuse.

## Étymologie
Cette espèce est nommée en l'honneur de Paolo Marcello Brignoli.

## Publication originale
- Lourenço & Rossi, 2017 : « A new species of Babycurus Karsch, 1886 from dry Savannahs in Central African Republic (Scorpiones: Buthidae). » Onychium, vol. 13, p. 3-8 (texte intégral).